# 前羽村
前羽村（まえはむら）は、神奈川県足柄下郡に存在した村。現在の小田原市東部の東海道本線、国道1号沿線に位置した。

## 歴史
- 1889年（明治22年）4月1日 - 町村制の施行により、船前川村、羽根尾村および国府津村、中村原村、酒匂村、淘綾郡川匂村飛地が合併して発足。
- 1955年（昭和30年）4月1日 - 下中村と合併して橘町が発足。同日前羽村廃止。

## 交通

### 鉄道路線
日本国有鉄道（現東日本旅客鉄道）東海道本線が村域を通過していたが、駅は存在しなかった。国府津駅が至近に所在する。

### 道路
- 国道1号

## 現在の町名
- 住居表示実施地区
  - 国府津一 - 五丁目（大字前川）
- 住居表示未実施地区
  - 前川、羽根尾